# Jack Middelburg
Jack Middelburg (Naaldwijk, 30 aprile 1952 – Groninga, 3 aprile 1984) è stato un pilota motociclistico olandese.

## Carriera
Uno dei "tre grandi" (gli altri erano Wil Hartog e Boet van Dulmen) del motociclismo olandese, Middelburg aveva iniziato a correre in moto nel 1973 (l'esordio sul circuito cittadino di Woudrichem). Dopo un apprendistato nella NMB, divenne campione olandese nel 1977 e nel 1978. Le vittorie a livello nazionale spinsero Middelburg verso il Motomondiale, dove si fece notare per la sua guida impetuosa, tanto da meritarsi il soprannome "Jumping Jack" (dalla canzone dei Rolling Stones Jumpin' Jack Flash).

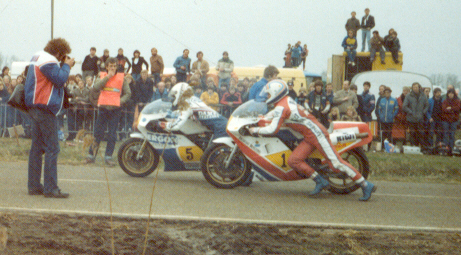
Circuito di Heeswijk (1982): a sinistra Middelburg, a destra Boet Van Dulmen.

L'esordio di Middelburg nel Mondiale fu al GP d'Olanda 1977, terminato all'11º posto in 350 e in 500. Il primo podio di Middelburg arrivò al GP di Svezia 1979 (2º posto), terminando settimo a fine stagione. Sempre da pilota privato, questa volta con una Yamaha TZ 500, corse anche nel 1980, anno in cui conquistò la sua prima vittoria, nella gara di casa, dopo essere partito dalla pole position (secondo olandese a vincere ad Assen dopo Hartog).
Il 1981 rivide Middelburg su una Suzuki RG 500: si fece notare vincendo il GP di Gran Bretagna davanti al campione uscente Kenny Roberts. La vittoria dell'olandese (7º a fine stagione in classifica) fu l'ultima in 500 per un pilota privato. Il 1982 fu privo di soddisfazioni per l'olandese, a punti solo in tre occasioni (Argentina, Jugoslavia e San Marino), tanto da spingerlo ad acquistare una delle nuove Honda RS 500 R tre cilindri per la stagione '83, terminata al 12º posto.
Il 1º aprile 1984, partecipando al circuito di Tolbert (gara del Campionato olandese), Middelburg cadde cercando di andare in testa alla gara; ricoverato presso l'ospedale di Groninga, morirà due giorni dopo.

## Risultati nel motomondiale

### Classe 350
| 1977 | Classe | Moto   |   |    |   |   |   |   |   |    |    |   |   |   |   |  | Punti | Pos. |
| ---- | ------ | ------ | - | -- | - | - | - | - | - | -- | -- | - | - | - | - |  | ----- | ---- |
| 1977 | 350    | Yamaha | - | AN | - | - | - | - | - | 11 | NE | - | - | - | - |  | 0     |      |

| 1978 | Classe | Moto   |   |    |    |   |   |    |    |     |   |    |   |   |   |  | Punti | Pos. |
| ---- | ------ | ------ | - | -- | -- | - | - | -- | -- | --- | - | -- | - | - | - |  | ----- | ---- |
| 1978 | 350    | Yamaha | - | NE | NQ | - | - | 13 | NE | Rit | - | 16 | - | - | - |  | 0     |      |

| Legenda | 1º posto        | 2º posto            | 3º posto            | A punti      | Senza punti        | Grassetto – Pole position Corsivo – Giro più veloce |
| Legenda | Gara non valida | Non qual./Non part. | Ritirato/Non class. | Squalificato | '-' Dato non disp. | Grassetto – Pole position Corsivo – Giro più veloce |

### Classe 500
| 1977 | Classe | Moto   |  |  |  |  |    |  |    |    |  |  |  |  |  |  | Punti | Pos. |
| ---- | ------ | ------ |  |  |  |  | -- |  | -- | -- |  |  |  |  |  |  | ----- | ---- |
| 1977 | 500    | Suzuki |  |  |  |  | NE |  | NE | 11 |  |  |  |  |  |  | 0     |      |

| 1978 | Classe | Moto   |  |  |     |  |  |    |  |    |  |    |    |    |    |  | Punti | Pos. |
| ---- | ------ | ------ |  |  | --- |  |  | -- |  | -- |  | -- | -- | -- | -- |  | ----- | ---- |
| 1978 | 500    | Suzuki |  |  | Rit |  |  | 15 |  | 13 |  | 14 | 11 | NE | NE |  | 0     |      |

| 1979 | Classe | Moto   |  |    |   |   |   |     |   |    |   |   |    |    |  |  | Punti | Pos. |
| ---- | ------ | ------ |  | -- | - | - | - | --- | - | -- | - | - | -- | -- |  |  | ----- | ---- |
| 1979 | 500    | Suzuki |  | 15 | 7 | 7 | 7 | Rit | 7 | NP | 2 | 4 | NP | NE |  |  | 36    | 7º   |

| 1980 | Classe | Moto   |    |    |    |    |   |     |     |   |    |   |  |  |  |  | Punti | Pos. |
| ---- | ------ | ------ | -- | -- | -- | -- | - | --- | --- | - | -- | - |  |  |  |  | ----- | ---- |
| 1980 | 500    | Yamaha | NP | 15 | 25 | NE | 1 | Rit | Rit | 9 | NE | 8 |  |  |  |  | 20    | 9º   |

| 1981 | Classe | Moto   |    |   |   |   |   |    |    |   |   |   |   |   |   |    | Punti | Pos. |
| ---- | ------ | ------ | -- | - | - | - | - | -- | -- | - | - | - | - | - | - | -- | ----- | ---- |
| 1981 | 500    | Suzuki | NE | 8 | 8 | 7 | 9 | NE | NP | 5 | 6 | 7 | 1 | 4 | 3 | NE | 60    | 7º   |

| 1982 | Classe | Moto   |   |     |       |     |  |     |     |   |  |  |    |    |   |     | Punti | Pos. |
| ---- | ------ | ------ | - | --- | ----- | --- |  | --- | --- | - |  |  | -- | -- | - | --- | ----- | ---- |
| 1982 | 500    | Suzuki | 9 | Rit | [ 5 ] | Rit |  | Rit | Rit | 6 |  |  | NE | NE | 5 | Rit | 13    | 16º  |

| 1983 | Classe | Moto  |  |    |     |    |   |   |    |   |     |     |     |     |  |  | Punti | Pos. |
| ---- | ------ | ----- |  | -- | --- | -- | - | - | -- | - | --- | --- | --- | --- |  |  | ----- | ---- |
| 1983 | 500    | Honda |  | 10 | Rit | 11 | 8 | 8 | 11 | 6 | Rit | Rit | Rit | Rit |  |  | 12    | 12º  |

| Legenda | 1º posto        | 2º posto            | 3º posto            | A punti      | Senza punti        | Grassetto – Pole position Corsivo – Giro più veloce |
| Legenda | Gara non valida | Non qual./Non part. | Ritirato/Non class. | Squalificato | '-' Dato non disp. | Grassetto – Pole position Corsivo – Giro più veloce |